# Lisa del Giocondo
Lisa del Giocondo (phát âm tiếng Ý: [ˈliːza del dʒoˈkondo]; nhũ danh Gherardini [ɡerarˈdiːni]; 15 tháng 6 năm 1479 – 15 tháng 7 năm 1542; còn được biết đến với những tên như Lisa Gherardini và Lisa di Antonio Maria (Antonmaria) Gherardini, hay Lisa, Lisa del Gioconda và Mona Lisa) là một thành viên trong gia đình Gherardini ở Firenze và Toscana tại Ý. Tên bà được đặt cho hoạ phẩm Mona Lisa, một bức chân dung của bà, do người chồng đặt Leonardo da Vinci vẽ trong thời kỳ Phục hưng.
Có rất ít thông tin về cuộc sống của Lisa. Bà sinh ra ở Firenze và kết hôn ở độ tuổi thiếu nữ với một thương gia buôn vải và tơ lụa, người sau này trở thành quan chức địa phương. Bà là mẹ của 6 người con và gia đình thuộc tầng lớp trung lưu có cuộc sống thoải mái, bình lặng. Lisa qua đời sau người chồng nhiều tuổi hơn đáng kể của mình.
Vài thế kỷ sau khi Lisa mất, Mona Lisa đã trở thành bức tranh nổi tiếng nhất thế giới và có một số phận tách biệt với người phụ nữ làm mẫu. Các học giả và nhà sưu tầm đã khiến tác phẩm trở thành một biểu tượng toàn cầu và là một đối tượng được thương mại hóa. Đầu thế kỷ 21, một phát hiện của chuyên gia bản thảo thuộc Đại học Heidelberg đã trở thành bằng chứng kết thúc những suy đoán về người trong tranh và cuối cùng đã khẳng định được chính Lisa del Giocondo là người ngồi làm mẫu cho bức tranh Mona Lisa.

## Xuất thân và tuổi thơ
Cùng lúc với trào lưu nghệ thuật thế kỷ 15, Firenze đã trở thành một thành phố lớn của Châu Âu, được đánh giá là giàu có với nền kinh tế phát triển phồn thịnh. Mọi cư dân Firenze đều không sống cuộc sống "bình bị", vì tại đây sự phân hoá giàu nghèo rất lớn. Gia đình Lisa thuộc dòng dõi quý tộc lâu đời nhưng theo thời gian đã mất đi thế lực. Họ sống đầy đủ nhưng không giàu có và dựa vào thu nhập từ trang trại.
Antonmaria di Noldo Gherardini, cha của Lisa, trải qua ba đời vợ. Người vợ đầu là Lisa di Giovanni Filippo de Carducci kết hôn vào năm 1465, và vợ thứ hai là Caterina Rucellai, kết hôn vào năm 1473. Cả hai đều chết khi sinh con. Mẹ của Lisa là Lucrezia del Caccia, con gái của Piera Spinelli và là người vợ thứ ba của Gherardini, kết hôn vào năm 1476. Gherardini có thời kỳ đã sở hữu hoặc thuê đến 6 trang trại tại Chianti để sản xuất lúa mì, rượu nho, dầu oliu và chăn nuôi.
Lisa sinh ngày 15 tháng 6 năm 1479 ở Via Maggio, Firenze mặc dù nhiều năm người ta nghĩ rằng bà chào đời tại một trong những điền trang của gia đình ở nông thôn, Villa Vignamaggio chỉ ở ngay ngoại vi Greve. Tên bà được đặt theo tên của bà nội. Là chị cả trong số 7 anh chị em, Lisa có 3 em gái (một người tên là Ginevra) và 3 em trai: Giovangualberto, Francesco và Noldo.
Gia đình bà sống tại Firenze, ban đầu gần Santa Trinita và sau đó thuê chỗ ở sát Santo Spirito, có lẽ vì họ không đủ khả năng trang trải cho việc sửa chữa ngôi nhà cũ khi nó bị hư hại. Gia đình Lisa chuyển đến địa điểm ngày nay gọi là Via dei Pepi, rồi đến gần Santa Croce, nơi họ sống không xa gia đình Ser Piero da Vinci, cha của Leonardo da Vinci. Họ sở hữu một căn nhà nhỏ ở làng Poggio, cách thành phố St. Donato khoảng 32 km về phía Nam. Noldo, cha của Gherardini và ông nội Lisa, để lại một trang trại tại Chianti cho bệnh viện Santa Maria Nuova. Gherardini đã có được hợp đồng thuê một nông trại khác của bệnh viện, do đó ông có thể trông nom vụ thu hoạch lúa mì và gia đình Lisa đã trải qua những mùa hè tại ngôi nhà có tên là Ca' di Pesa.

## Hôn nhân và qua đời

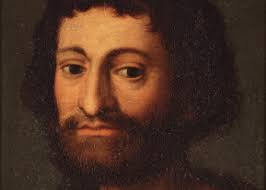
Francesco di Bartolomeo del Giocondo

Vào ngày 5 tháng 3 năm 1495, Lisa kết hôn với Francesco di Bartolomeo di Zanobi del Giocondo, một thương nhân buôn bán vải và tơ lụa khá thành đạt và trở thành người vợ thứ hai của Giocondo khi mới 15 tuổi. Của hồi môn của Lisa là 170 đồng florin và trang trại San Silvestro gần căn nhà ở nông thôn của gia đình cô. Đây là một dấu hiệu cho thấy gia đình Gherardini không giàu có vào thời gian này và là lý do để cho rằng cô và người chồng yêu nhau. Trang trại của Lisa nằm giữa Castellina và San Donato ở Poggio, ở gần đó có hai trang trại mà sau này thuộc sở hữu của Michelangelo. Không nghèo túng nhưng cũng không khá giả, cuộc sống của vợ chồng Lisa thuộc tầng lớp trung lưu ở Firenze. Cuộc hôn nhân có thể đã giúp Lisa cải thiện địa vị xã hội vì gia đình chồng giàu có hơn. Francesco được cho là người có lợi vì dòng họ Gherardini là một dòng họ có tên tuổi (old name). Họ sống ở căn hộ cho đến 5 tháng 3 năm 1503, khi Francesco đủ khả năng để mua một ngôi nhà gần nơi ở cũ của gia đình tại Via della Stufa. Người ta cho là Leonardo cũng bắt đầu vẽ chân dung Lisa cùng năm này.

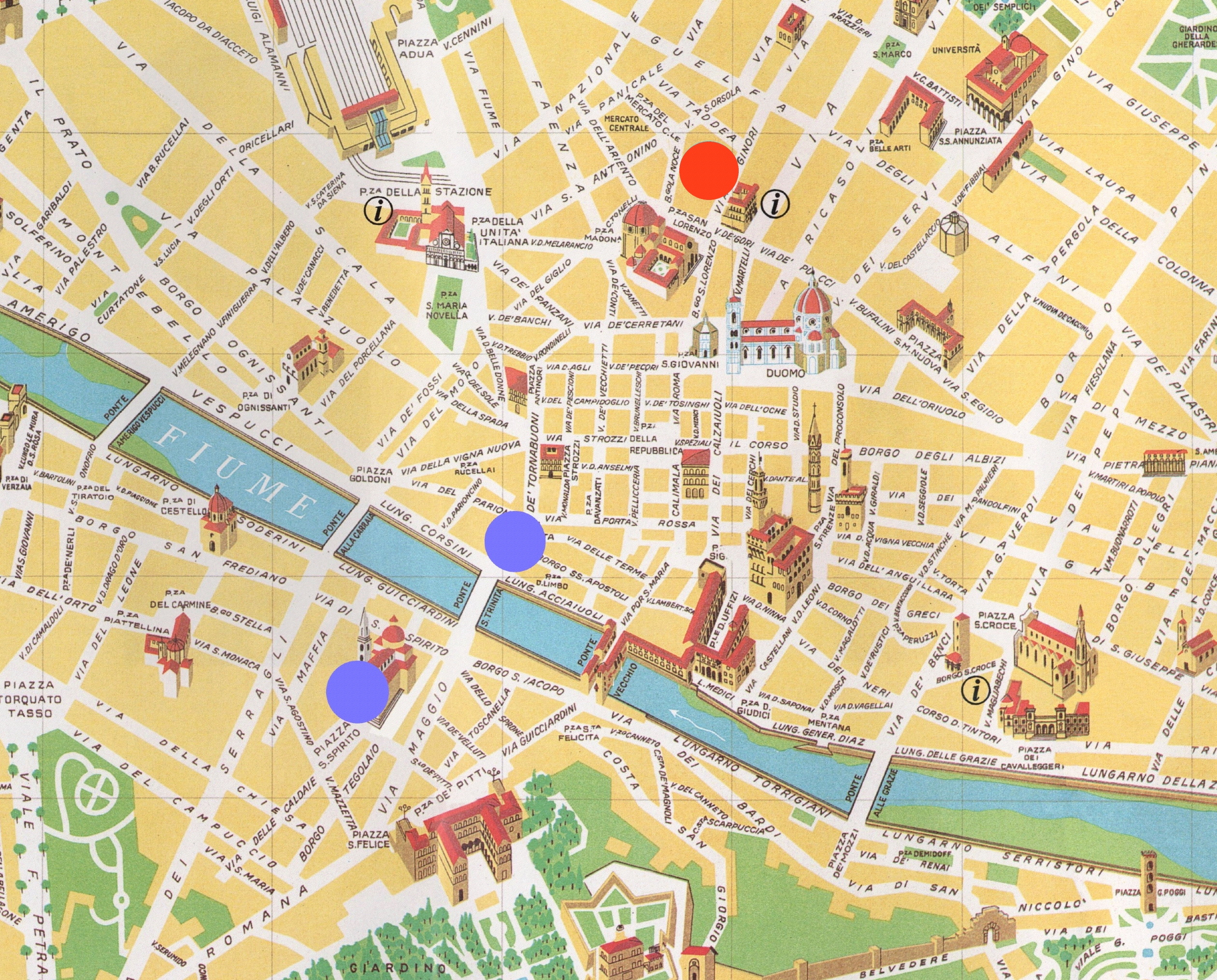
Trung tâm Firenze. Francesco và Lisa sống tại Via della Stufa (màu đỏ), khoảng 1 km về phía bắc của sông Arno. Cha mẹ Lisa sống gần sông, lúc đầu ở phía bắc và sau đó ở phía nam (màu xanh).

Lisa và Francesco có năm người con: Piero, Camilla, Andrea, Giocondo và Marietta; 4 trong số họ được sinh trong khoảng thời gian từ 1496–1507. Bà mất một đứa con gái vào năm 1499. Lisa cũng nuôi Bartolomeo, con trai của Francesco với người vợ trước Camilla di Mariotto Rucellai, cậu bé mồ côi mẹ khi mới 1 tuổi. Mẹ kế của Lisa, Caterina di Mariotto Rucellai và người vợ đầu của Francesco là chị em, đều thuộc dòng họ Rucellai nổi tiếng.
Hai người con của Lisa là Camilla và Marietta đã trở thành những nữ tu sĩ Thiên chúa giáo. Camilla lấy tên là Suor Beatrice và vào nữ tu viện San Domenico di Cafaggio, nơi cô được giao phó trách nhiệm chăm sóc cho chị gái của Antonmaria là Suor Albiera và chị gái của Lisa là Suor Camilla và Suor Alessandra. Beatrice chết năm 18 tuổi và được chôn cất tại Nhà thờ Santa Maria Novella. Lisa gắn bó với Sant'Orsola, một nữ tu viện được kính trọng ở Firenze, nơi bà đưa Marietta vào trong năm 1521. Marietta lấy tên Suor Ludovica và trở thành một thành viên đáng kính trong nữ tu viện với một cương vị có một số trọng trách.
Francesco trở thành một quan chức ở Firenze. Ông được bầu vào Dodici Buonomini vào năm 1499 và Signoria vào năm 1512, nơi ông giữ chức Priori cho đến năm 1524. Ông có thể có những mối quan hệ với gia đình Medici về chính trị hay quyền lợi thương mại. Năm 1512, chính quyền Firenze lo sợ Medici quay trở lại từ nơi sống lưu vong, Francesco đã bị tống giam và phạt tiền là 1.000 đồng florin. Ông được phóng thích vào tháng 9 khi Medici trở lại.
Một bản báo cáo có ghi nhận Francesco qua đời trong một trận dịch bệnh năm 1538. Lisa trở nên đau yếu và được đưa đến nữ tu viện Sant'Orsola bởi con gái bà là Ludovica. Lisa mất ở tu viện này khoảng 4 năm sau, ở tuổi 63. Trong một tài liệu của những học giả uyên thâm khác về cuộc sống của gia đình Lisa thì Francesco sống đến năm 80 tuổi. Ông chết vào năm 1539 và Lisa có thể sống đến ít nhất là năm 1551, khi bà đã ở độ tuổi 71 hoặc 72.
Tháng 6 năm 1537, trong di chúc của mình, Francesco trả lại cho Lisa vật hồi môn, cung cấp quần áo cá nhân, nữ trang và đáp ứng cuộc sống tương lai của bà. Ngoài việc giao phó việc chăm sóc bà cho người con gái là Ludovica và khi Ludovica không có đủ khả năng để chăm sóc Lisa, con trai riêng của ông là Bartolomeo sẽ thực hiện việc này, Francesco viết: "Trao gửi tình yêu của người viết di chúc tới Mona Lisa, người vợ mà ta yêu quý; cân nhắc rằng Lisa luôn hành động như một người vợ chung thủy với một tinh thần cao cả; tôi mong cô ấy sẽ có mọi thứ mình ước muốn..." Lisa del Giocondo sống những năm cuối đời ở Tu viện Sant'Orsola, nơi bà qua đời năm 63 tuổi, vào tháng 7 năm 1542.

## Mona Lisa

Bức tranh tiếng Anh: Mona Lisa, tiếng Ý: La Gioconda, tiếng Pháp: La Joconde của họa sĩ Leonardo da Vinci, Louvre

Giống như nhiều người dân Firenze khác với tiềm lực tài chính của mình, gia đình Francesco trở thành một gia đình yêu thích và bảo trợ cho nghệ thuật. Người con trai riêng là Bartolommeo đã hỏi Antonio di Donnino Mazzieri để vẽ những bức tranh tường trong khu hầm mộ gia đình tại Basilica della Santissima Annunziata di Firenze. Andrea del Sarto đã vẽ một bức tranh Đức mẹ Maria cho các thành viên khác trong gia đình của Bartolommeo. Francesco đã ủy nhiệm cho Leonardo để vẽ một bức chân dung người vợ của mình và thuê Domenico Puligo để vẽ một bức tranh thánh Francis thành Assisi. Francesco nghĩ rằng việc đặt vẽ bức chân dung của Lisa là để kỷ niệm cả ngày sinh của Andrea và việc mua được căn nhà cho gia đình.

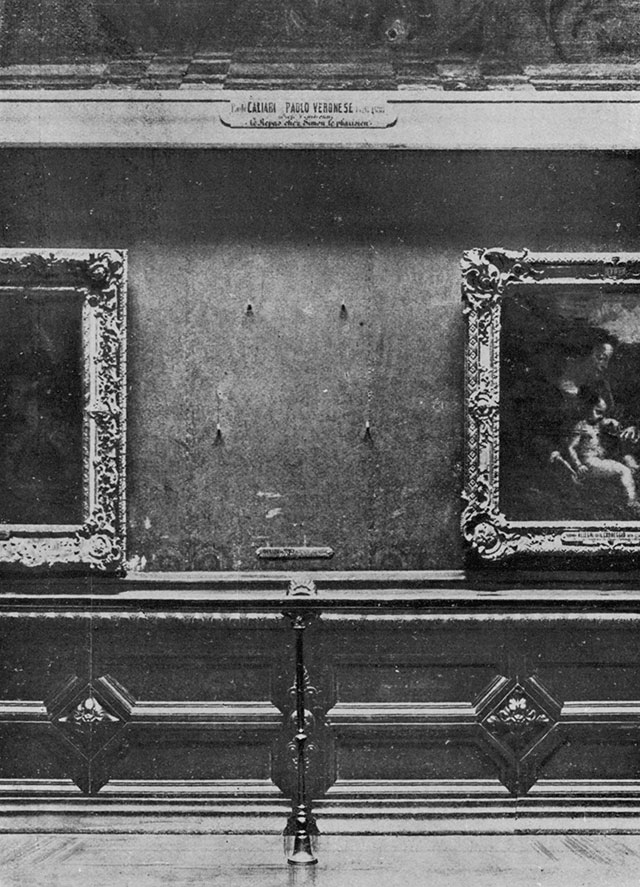
Vụ mất trộm bức Mona Lisa từ bảo tàng Louvre năm 1911 và bức tranh đã du hành từ châu Á đến Bắc Mỹ trong thập niên 1960-1970, góp phần tạo nên tên tuổi và biểu tượng của bức tranh

Bức Mona Lisa đáp ứng các nhu cầu của những bức chân dung về người phụ nữ đức hạnh vào thế 15 và đầu thế kỷ 16. Lisa được vẽ chân dung với điệu bộ tay phải đặt lên tay trái, một cử chỉ biểu hiện người vợ chung thủy. Leonardo cũng đã thể hiện Lisa như một người lịch sự và thành đạt. Áo quần tối màu và mạng che màu đen là kiểu thời trang có ảnh hưởng lớn từ Tây Ban Nha; chúng không phải là đồ bà mặc để thương tiếc cho người con gái đầu tiên của bà, như một số nhà học giả đưa ra. Bức chân dung có kích thước nổi bật; kích cỡ của bức chân dung bằng với những bức tranh được những nhà bảo trợ nghệ thuật giàu có mua vào cùng thời điểm. Sự phung phí này đã được giải thích như một dấu hiệu về tham vọng xã giao của Francesco và Lisa.
Leonardo không có thu nhập trong thời gian mùa xuân năm 1503, điều này có thể một phần nào giải thích do mối quan tâm của ông trong việc hoàn thành bức chân dung cá nhân được đặt làm. Nhưng vào năm sau đó, ông có lẽ đã chậm trễ công việc của mình đối với bức tranh Mona Lisa khi nhận tiền công để bắt đầu vẽ bức Trận Anghiari, đây là một bức tranh được đặt làm có giá trị hơn và khi đó ông đã giao kèo sẽ hoàn thành bức tranh này vào tháng 2 năm 1505. Năm 1506, Leonardo tiếp tục hoàn thành bức chân dung đang dang dở. Ông không được trả tiền công cho công việc này và không chuyển bức tranh cho khách hàng sau khi hoàn thành. Những bức tranh hội họa đã đi cùng ông trong suốt cuộc đời của ông và ông có thể đã hoàn thành bức Mona Lisa nhiều năm sau tại Pháp, khoảng năm 1516.

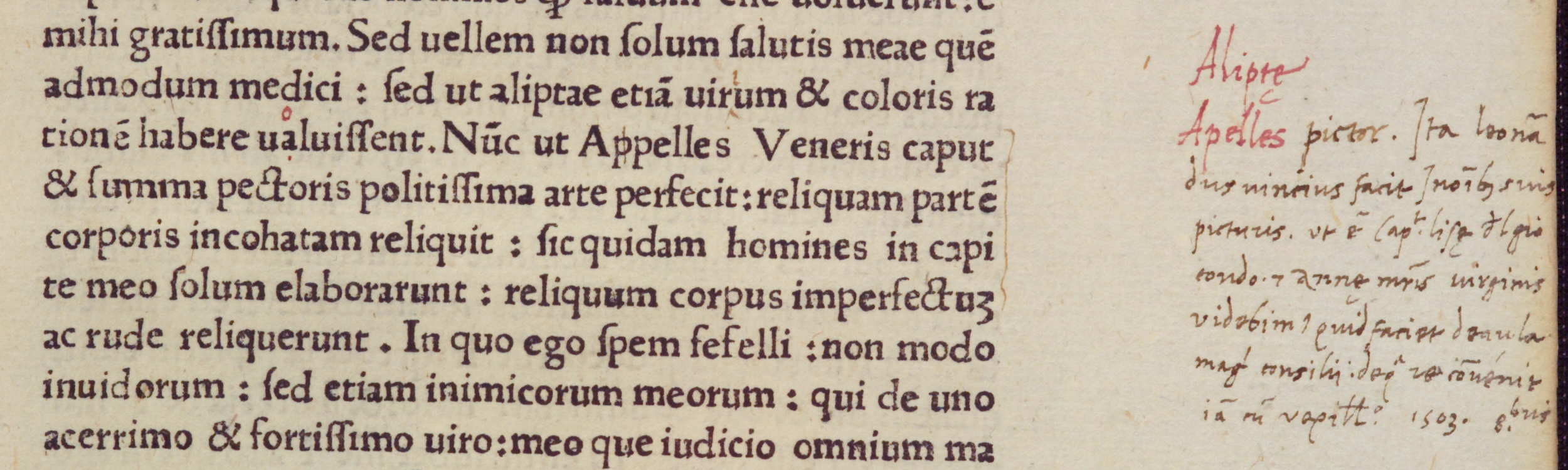
Chú thích của Agostino Vespucci được tìm thấy tại Đại học Heidelberg

Ngày tháng trên bức tranh đề năm 1550. Một người quen của gia đình Francesco là Giorgio Vasari đã viết "Leonardo đồng ý vẽ cho Francesco del Giocondo, bức chân dung của Mona Lisa, vợ ông ấy". Bức chân dung có tên tiếng Ý (La Gioconda) và tiếng Pháp (La Joconde) đặt theo tên kết hôn cũng như biệt danh của Lisa—có nghĩa là "vui tươi" hay "người hạnh phúc".
Những nghiên cứu cho thấy cái tên Lisa được chỉ ít nhất cho 4 bức tranh khác và 10 người khác có cùng nhân dạng giống cô. Vào cuối thế kỷ 20, bức tranh trở thành một biểu tượng toàn cầu, nó được sử dụng trong hơn 300 bức tranh khác và trong 2.000 quảng cáo, xuất hiện trung bình một lần một tuần trong các quảng cáo. Năm 2005, một chuyên gia tại Thư viện Đại học Heidelberg khám phá ra một ghi chú do Agostino Vespucci viết năm 1503 bên lề một cuốn sách trong tủ sách của thư viện, điều này củng cố những chứng cứ xác định người ngồi làm mẫu là Lisa. Người Pháp sở hữu bức Mona Lisa từ Cách mạng Pháp. Ngày nay, khoảng 6 triệu người đến tham quan bức tranh mỗi năm tại Bảo tàng Louvre ở Paris, nơi bức tranh trở thành một phần của bộ sưu tập quốc gia Pháp.

### Chú giải
1. ↑  Suor Camilla không còn trong trắng và được tha bổng trong một vụ bê bối với 4 người đàn ông trong tu viện.[17]
2. ↑  Hội đồng 12 người trong chính quyền Firenze
3. ↑  Hội đồng 9 người trong chính quyền Firenze
4. ↑  Nguyên văn: "Prese Lionardo a fare per Francesco del Giocondo il ritratto di mona Lisa sua moglie".[32]